# Gare d’Entrevaux
Gare d’Entrevaux vasútállomás Franciaországban, Entrevaux településen.

## Vasútvonalak
Az állomást az alábbi vasútvonalak érintik:
- Nizza-Digne-vasútvonal

## Kapcsolódó állomások
A vasútállomáshoz az alábbi állomások vannak a legközelebb:
- Gare de Puget-Théniers
- Agnerc
- Plan d'Entrevaux